# 朱恩銑
宜城怀靖王朱恩铣（1467年—1518年），明朝宜城荣僖王朱豪坅嫡长子。

## 生平
弘治十一年（1498年）六月，朱豪坅去世。弘治十三年（1500年）十月，明孝宗御奉天殿傳詔遣懷寧侯孫泰、陽武侯薛倫、崇信伯費柱、彰武伯楊質、興安伯徐盛、南寧伯毛良、武平伯陳勛、懷柔伯施瓚、成安伯郭寧、武進伯朱潔、都察院右副都御史顧佐為正使，尚寶司司丞崔璿、吏科給事中周璽、兵科給事中王承裕、刑科給事中任良弼、工科右給事中李祿、中書舍人尹雄、劉鈗、吏部員外郎馮蘭、戶部員外郎張定、工部員外郎宋愷、鴻臚寺左寺丞丁鳳為副使，持節冊封朱恩銑襲封為宜城王。
正德十三年（1518年），朱恩铣去世。嘉靖元年（1522年），其嫡长子朱宠滨袭封。

## 家庭

### 子孫
- 嫡長子：宜城懿定王朱宠滨
- 嫡次子：朱寵澹，弘治十二年（1499年）十二月賜名[4]

## 评价
- 《弇山堂别集》卷074：慈仁短折，寬樂令終。